# An der Poststraße
An der Poststraße – miejscowość i gmina w Niemczech, w kraju związkowym Saksonia-Anhalt, w powiecie Burgenland, wchodzi w skład gminy związkowej An der Finne.
Dzielnice gminy: Braunsroda, Burgheßler, Klosterhäseler, Frankroda, Gößnitz, Herrengosserstedt, Pleismar, Schimmel i Wischroda.